# Dan Gahnström
Dan Gahnström, född 4 april 1951 i Göteborg, är en svensk politiker inom Miljöpartiet och tidigare Vänsterpartiet. Han var från 2010 till 2016 kommunalråd i Botkyrka kommun och ordförande i kommunens tekniska nämnd. 2016 fick han uppdraget i regeringskansliet att samordna insatserna för etablering av nyanlända. Han sitter även som ersättare i Sveriges kommuner och landstings (SKL) styrelse och som ledamot i Syvabs styrelse.
Efter att ha varit medlem i Kommunistisk ungdom i många år, var Dan Gahnström 1977 med om att bilda Arbetarpartiet Kommunisterna och var i flera år ordförande för dess ungdomsförbund i Bohuslän samt dess partisekreterare . I samband med Berlinmurens fall lämnade han detta parti för Vänsterpartiet. Han var redaktör för tidningen Flamman 1989-1993 och var med och bröt loss Flamman från APK för att istället ge den beteckningen "oberoende socialistisk".
Gahnström var 2004 en av initiativtagarna till att bilda debattföreningen Vägval Vänster. Han var vid detta tillfälle ordförande för Vänsterpartiet i Bohuslän och kommunalpolitiskt aktiv i Uddevalla kommun samt landstingssekreterare. Han satt i Vägval Vänsters ledning fram tills han avgick vid årsstämman i Uddevalla den 28 juni 2006.
2005 lämnade Gahnström Vänsterpartiet och gick med i Miljöpartiet och blev i samband med detta politisk sekreterare i Miljöpartiets riksdagskansli.
Gahnström är gift med Esabelle Dingizian  och var tidigare gift med Evy Gahnström.